# Hans Keiter
Johannes Ferdinand Hans Keiter (født 22. marts 1910 i Mülheim an der Ruhr, Nordrhein-Westfalen død 8. september 2005) var en tysk håndboldspiller, som deltog under OL 1936 og VM 1938.
Keiter spillede først for RSV Mülheim, senere for PSV Berlin og dyrkede ud over håndbold også roning og atletik. Han blev udtaget til det tyske håndboldlandshold, som deltog i OL 1936. Det var første gang, håndbold var på programmet ved et OL, og turneringen blev spillet på græs på 11-mandshold. Oprindeligt var ti hold tilmeldt, men Danmark, Holland, Sverige og Polen meldte fra, så blot seks hold deltog. Disse blev delt op i to puljer, hvor Tyskland vandt sin pulje suverænt med en samlet målscore på 51-1 efter blandt andet en 29-1 sejr over USA. De to bedste fra hver pulje gik videre til en finalerunde, hvor alle spillede mod alle. Igen vandt Tyskland alle sine kampe, men dog i lidt tættere kampe. Således vandt de mod Østrig med 10-6. Som vinder af alle kampe vandt tyskerne sikkert guld, mens Østrig fik sølv og Schweiz bronze. Keiter var anfører for holdet ved OL.
Keiter deltog også i de første verdensmesterskaber i håndbold i 1938, såvel indendørs som udendørs, begge gange med tysk sejr. Efter anden verdenskrig blev Keiter håndboldtræner og var som sådan med til at vinde det tyske udendørsmesterskab med TV Krefeld-Oppum i 1966 og 1968. Senere var han fodboldtræner og stod i spidsen for henholdsvis Rot-Weiss Essen og Rot-Weiss Oberhausen.